# 9263 Харитон
9263 Харитон (9263 Khariton) — астероїд головного поясу, відкритий 24 вересня 1976 року.
Тіссеранів параметр щодо Юпітера — 3,183.